# ماسیمو دوناتی
ماسیمو دوناتی (انگلیسی: Massimo Donati؛ زادهٔ ۲۶ مارس ۱۹۸۱) بازیکن فوتبال اهل ایتالیا است.
از باشگاه‌هایی که در آن بازی کرده‌است می‌توان به باشگاه فوتبال هلاس ورونا، باشگاه فوتبال تورینو، باشگاه فوتبال مسینا، باشگاه فوتبال پارما، باشگاه فوتبال باری، باشگاه فوتبال سمپدوریا، باشگاه فوتبال آتالانتا، باشگاه فوتبال سلتیک، باشگاه فوتبال آ.ث. میلان، و باشگاه فوتبال پالرمو اشاره کرد.
وی همچنین در تیم‌های ملی فوتبال زیر ۱۶ سال ایتالیا، زیر ۱۸ سال ایتالیا، زیر ۲۰ سال ایتالیا، و زیر ۲۱ سال ایتالیا بازی کرده‌است.